# 南あわじ市立松帆小学校
南あわじ市立松帆小学校（みなみあわじしりつ まつほしょうがっこう）は、兵庫県南あわじ市松帆江尻にある公立小学校。　

## 沿革
- 1874年(明治7年)2月10日 - 筍飯野村櫟田組日光寺において櫟田小学校開校。
- 1880年(明治13年)4月1日 - 江尻移転し、知新小学校と改称。
- 1887年(明治20年)4月1日 - 七江尋常小学校と改称。
- 1889年(明治22年)4月1日 - 瑞井尋常小学校と改称。
- 1892年(明治25年)7月1日 - 松帆尋常小学校と改称。
- 1893年(明治26年)8月1日 - 松帆高等小学校設立。
- 1894年(明治27年)12月1日 - 現在地にて新校舎起工、完成にて移転。
- 1941年(昭和16年)4月1日 - 松帆国民学校と改称。
- 1947年(昭和22年)4月1日 - 松帆小学校と改称。
- 1957年(昭和32年)7月1日 - 町村合併により西淡町立松帆小学校と改称。
- 2005年(平成17年)1月11日 - 南あわじ市の発足により南あわじ市立松帆小学校と改称。

## 通学区域
- 南あわじ市松帆地区[1]

## 進路状況
ほとんどの児童は南あわじ市立西淡中学校へ進学する。

## 通学区域が隣接している学校
- 南あわじ市立湊小学校
- 南あわじ市立志知小学校
- 南あわじ市立榎列小学校
- 南あわじ市立倭文小学校
- 洲本市立堺小学校
- 洲本市立鳥飼小学校